# 살만 루슈디
아메드 살만 루슈디 경(영어: Sir Ahmed Salman Rushdie 샐만 루슈디[*], 영국식 영어 발음: /sælˈmɑːn ˈrʊʃdi/, 1947년 6월 19일 ~ )은 인도에서 태어난 영국의 소설가 · 수필가이다. 그는 봄베이(현재의 뭄바이)에서 태어나 자라났으며, 14살에 영국으로 유학을 떠나 케임브리지 대학교 킹스 칼리지에서 역사 전공으로 학사 학위를 받았다. 부커상을 세차례 수상한 《한밤의 아이들》과 1988년에 발표되어 격렬한 비판을 받은 《악마의 시》로 유명하다. 그의 서사 스타일은 신화와 환상과 현실이 혼합되어 나타나는 마술적 사실주의와 포스트모더니즘 기법과 밀접한 관련이 있다.

## 작품 활동
그의 작품 활동은 환상적인 이야기이자 과학 소설의 면모도 일부 보이는 《Grimus》로 시작한다. 이 작품은 발표 당시 독서 대중과 비평가들에게서는 외면을 받았다. 그러나 다음 소설인 《한밤의 아이들》은 그에게 문학적인 명예와 부를 가져다주었고, 현재까지 그의 최고의 작품으로 일컬어진다. 이 작품은 그 후로 지금까지도 인도 및 탈식민지 현실의 글쓰기 형태를 규정하는 중요한 작품이 되었다. 이 작품으로 그는 광고 카피라이터 일을 그만두고 전업 작가의 길로 들어섰으며, 소설은 이후 1993년에 부커 중의 부커상(영어: Booker of Bookers)을 수상했다. 또한 2008년에는 최고의 부커상(영어: The Best of the Booker)을 수상했다. 한밤의 아이들의 큰 성공 이후, 루슈디는 《수치》(영어: Shame)라는 소설을 집필했다. 이 두 작품은 마술적 사실주의의 스타일을 차용하여, 이민자로서의 관점으로 쓰여진 것이다.
루슈디는 《아라비안 나이트》, 《마하바라타》, 《라마야나》 등의 동양 고전 문학뿐만 아니라 현대 문학으로부터도 지대한 영향을 받았다. 《한밤의 아이들》은 귄터 그라스의 《양철 북》과 같은 소설들에서 주제를 빌려 왔으며, 루슈디 자신도 그러한 소설에 영감을 얻어 글쓰기를 시작했다고 말한 바 있다. 《악마의 시》는 명백히 미하일 불가코프의 고전 러시아 소설인 《거장과 마르가리타》과 윌리엄 블레이크의 시 〈Marriage of Heaven and Hell〉에 영향을 받았다고 작가 본인도 작품을 통해서 밝히고 있다.
《한밤의 아이들》과 《수치》(영어: Shame)의 주제는 각각 인도와 파키스탄이다. 그의 후기작에서, 루슈디는 《무어의 마지막 한숨》(영어: The Moor's Last Sigh)라는 작품을 가지고 스페인으로 작품의 무대를 확장했고, 인도와 이베리아반도간의 상업/문화적인 연결을 탐구했으며, 《그녀 발아래 땅》(영어: The Ground Beneath Her Feet)에서는 인도 사회와 미국 록앤롤의 상호 영향과 국경을 넘나드는 사랑에 대해 다루었다. 《한밤의 아이들은 루슈디의 작품으로 최고의 것이라는 찬사를 얻었다. 그러나 1989년 이후의 작품들은 《악마의 시》와 비슷한 관점에서 비판과 논란을 불러 일으켰다.
루슈디는 그의 작품들로 인해 부커상, 유럽 연합 문학상 등 수많은 다른 상들을 수상했다. 또한 그는 왕립문학협회와 Commandeur des Arts et des Lettres의 회원이기도 하다.

## 《악마의 시》 논쟁
1988년 《악마의 시》의 출판은 예언자 무함마드에 대한 불경스러운 묘사로 원리주의 이슬람 세계로부터 많은 비난을 불러 일으켰다. 1989년 2월 14일 이슬람 시아파 루홀라 호메이니가 그의 책을 "이슬람에 불손한" 것으로 규정하며 루슈디의 처형을 명령하는 격문인 파트와(fatwa)를 내걸었다. 더 나아가 호메이니는 그를 이슬람을 떠나길 시도하는 배교자로 선고하고 코란에 의해 죽음으로 처벌 받아 마땅하다고 비난했다. 이는 루슈디가 소설에서 이슬람교를 희화화하고 무함마드의 부인들을 창녀로 묘사한데서 기인한 것이었다. 호메이니는 모든 ‘독실한 무슬림’들에게 공개적으로 루슈디 뿐 아니라 책을 출판한 이도 처형할 것을 요구했다. 그러고 나서 2월 24일 호메이니는 루슈디의 목에 300만 달러의 현상금을 내걸었다. 루슈디는 그로부터 약 10년 가까이 영국의 보호 아래 숨어 살았다.
이 기간 동안, 인도와 파키스탄, 이집트에서의 폭동으로 인해 여러 명이 죽었다. 1990년 루슈디는 수필집인 《In Good Faith》를 내어 그에게 향한 비난을 진정시키고, 이슬람에 대한 존경을 표시하며 사과하고자 했다. 그러나 발의한 본인 이외에는 철회할 수 없는 파트와의 특성상, 이때는 이미 파트와를 내건 호메이니가 사망하였기 때문에 이란 성직자들은 기존의 선고를 철회하지 못했다.
1989년에 호메이니가 사망한 이후, 이란 정부는 공개적으로 루슈디에 대한 사형 선고를 "집행하지 않을 것"임을 공개적으로 천명했다. 이는 이란과 영국 간의 관계 정상화라는 더 큰 명분으로 동의가 가능했다. 그 후 루슈디는 숨어 살지 않겠다고 선언했다. 그러나 몇몇 이슬람 원리주의 그룹들은 그에 대한 응징 의지를 거두지 않고 있다. 그 예로 1999년 이란의 한 단체는 루슈디의 머리에 280만 달러의 현상금을 내걸었다.
《악마의 시》는 인도와 남아프리카 공화국 등에서 금서로 지정되었고, 영국의 몇몇 아시아인 거주지에서는 거리에서 불태워지기도 했다. 1991년에는 이를 일본어로 번역한 이가라시 히토시 교수가 살해당하는 일도 발생했다. 그리고 1993년에는 노르웨이 쪽 출판사 사장도 공격을 받아 부상당했다. 2022년에는 루슈디가 미국 뉴욕주의 한 교육센터에서 강연하던 도중 한 레바논계 미국인 남성에게서 칼에 찔려 중상을 입었다.

## 작품 목록

### 픽션
- 《Grimus》
- 《한밤의 아이들》(영어: Midnight’s Children)
- 《수치》(영어: Shame)(1983)
- 《악마의 시》(영어: The Satanic Verses)
- 《Haroun and the Sea of Stories》
- 《East, West》
- 《The Moor's Last Sigh》
- 《The Ground Beneath Her Feet》
- 《분노》(영어: Fury)
- 《광대 살리마르》(영어: Shalimar the Clown)
- 《Enchantress of Florence》

### 논픽션
- 《The Jaguar Smile》
- 《Imaginary Homelands》
- 《The Wizard of Oz》

### 시나리오
- 《Midnight's Children》

### 문집
- 《The Vintage Book of Indian Writing》 — 세 번째 부인인 엘리자베스 웨스트와 공동 편집.

## 서훈
- 2007년 기사작위(Knight Bachelor) 서임[1]

## 같이 보기
- 루홀라 호메이니
- 악마의 시
- 표현의 자유
- 사상의 자유
- 이슬람 근본주의
- 살만 루슈디 칼부림 사건